# گلس (شرکت)
گلس (انگلیسی: Glas) یک شرکت خودروساز آلمانی بود که در دینگولفینگ، بایرن مستقر بود. این شرکت در سال ۱۸۸۳ توسط آندریاس گلس به عنوان یک تجارت فلزکاری تأسیس شد و در دهه ۱۹۵۰ شروع به تولید وسایل نقلیه کرد. این شرکت خودروها و وسایل نقلیه تجاری سبک تولید می‌کرد تا اینکه در سال ۱۹۶۶ توسط ب‌ام‌و خریداری شد. پس از خرید، ب‌ام‌و تا دهه ۱۹۷۰ به تولید وسایل نقلیه با نام تجاری گلس ادامه داد. برخی از مدل‌های قابل توجه تولید شده توسط گلس عبارتند از: گوگومبیل و Glas 2600 با موتور گلس وی۸. امروزه کارخانه سابق گلس در دینگولفینگ هنوز توسط ب‌ام‌و به عنوان یک مرکز تولید استفاده می‌شود.

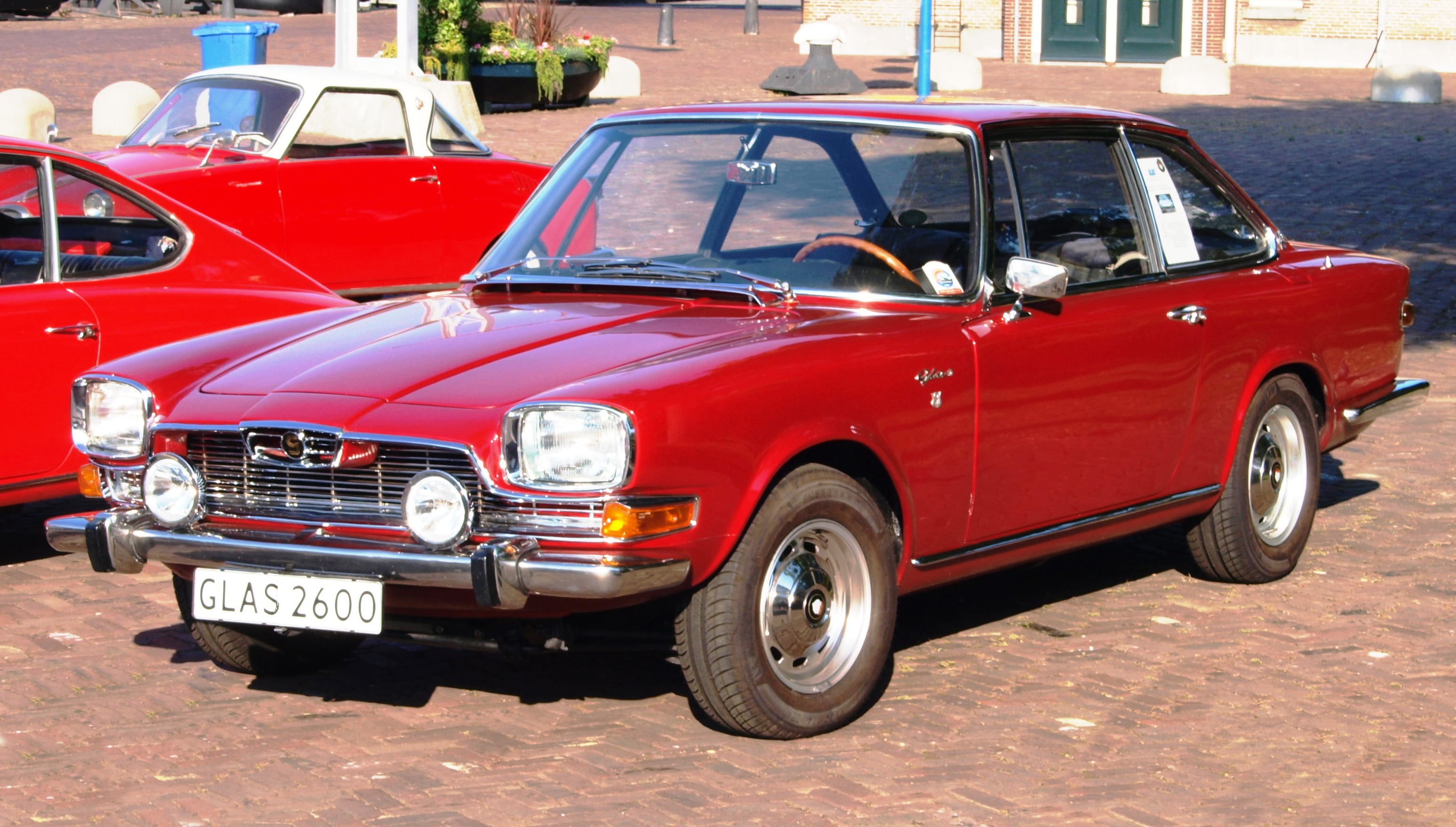
گلس وی۸